# الذبة (العدين)

تعديل مصدري - تعديل

الذبة محلة تابعة لقرية وادي رباد، التابعة لعزلة جبل بحري بمديرية العدين إحدى مديريات محافظة إب في الجمهورية اليمنية.، بلغ تعداد سكانها 62 حسب تعداد اليمن لعام 2004.